# Jacob Perkins
Jacob Perkins (Newburyport, 9 de juliol de 1766 – Londres, 30 de juliol de 1849) fou un inventor, enginyer mecànic i físic nord-americà. És considerat el pare de la refrigeració.